# Лещёв, Александр Алексеевич
Александр Алексеевич Лещёв (23 августа [4 сентября] 1858, Шадринск, Пермская губерния — 27 февраля [12 марта] 1914, Пермь) — русский купец 2-й гильдии, гласный Шадринской городской Думы, общественный деятель, почётный гражданин города Шадринска. Инициатор и участник проведения железной дороги Екатеринбург – Шадринск.

## Биография
Александр Лещёв родился в купеческой семье 23 августа (4 сентября) 1858 года в городе Шадринске Шадринского уезда Пермской губернии, ныне город областного подчинения Курганской области.
Окончил Шадринское уездное училище в 1872 году.
В 1881 году мещанин А. А. Лещёв получил свидетельство на молочный торг, на амбар и на лавку в г. Шадринске. Его жена мещанская жена А. Н. Лещёва тоже получила торговой билет.
В 1884 году служил комиссаром городских общественных имуществ.
В 1885 году у купца А. А. Лещёва был Торговый дом под фирмою «Александр Лещёв и К», который торговал зерновым хлебом, годовой оборот 5000 руб., «чистой прибыли — нет, убытки». В доме купца А. Лещёва по Екатеринбургской улице находилась контора Ссудной кассы — «годовой оборот — 20000 руб. чистой прибыли — неизвестно, приблизительно до 8000 руб., один склад товаров, другой в доме Андрианова по Церковному переулку».
С января 1886 по январь 1889 года состоял торговым депутатом по г. Шадринску.
С 1888 года — гласный Шадринской городской думы, четыре срока подряд (16 лет). С 1888 по 1890 год — секретарь Шадринской городской думы. С 1888 по 1892 год — гласный Шадринской городской управы. С 1888 по 1892 год — торговый депутат, представитель от г. Шадринска в Обществе улучшения народного труда, учреждённого в память царя освободителя Александра II.
К 1890 году купец 2-й гильдии Александр Лещёв с тёщей, купечествующей вдовой Афанасией Жиряковой организовали «Торговый дом под фирмою Александр Лещёв и Афанасья Жирякова».
С 1897 года — гласный Шадринской городской думы.
С 1898 член городской Управы и заступающий на место Городского Головы, 22 декабря 1900 года (4 января 1901 года) отказался от исполнения службы». С 1906 года  — гласный Шадринской городской думы.
В его собственности было два дома: на улице Тюфяевской (ныне Советской) и полукаменный двухэтажный дом на улице Московской (ныне Февральской) в городе Шадринске, также владел землёй, конторой, лавкой, кладовыми. Александр Алексеевич Лещёв торговал хлебом, крупой, чаем, сахаром, гильзами со своего гильзового заведения, потом образовался торговый дом Лещёва — Жирякова со съестными прилавками и годовым оборотом в двадцать тысяч рублей.
Практически всю свою жизнь Лещёв Александр Алексеевич был попечителем разных заведений: с 29 марта (10 апреля)  1891 года в городе Шадринске — попечитель по постройке каменного храма во имя Покрова Пресвятой Богородицы, с 23 ноября (5 декабря)  1891 года был Почётным попечителем городской Александровской богадельни. В Шадринске с 5 (17) марта 1892 года Александр Алексеевич Лещёв — директор Общества Попечительного о тюрьмах.
Александр Алексеевич написал заявление в Шадринскую Думу 27 апреля (9 мая)  1892 года:
Не нахожу слов как благодарить… за оказанное внимание предложением баллотироваться на должность городского головы, занять которую имеют большее право избранники из числа гласных Думы, а потому от желания баллотироваться отказываюсь.
В городе Шадринске с 30 октября (11 ноября)  1892 года Лещёв был членом благотворительной комиссии по призрению бедных, а в мае 1892 года купец пожертвовал комиссии 180 рублей. С 1895 года Александр Алексеевич стал пожизненно почётным попечителем Канашского детского приюта и богадельни. С 23 февраля (7 марта)  1895 года Высочайшим утверждением Государыни императрицы А. А. Лещёв был почётным членом Тобольского губернского Попечительства детских приютов. Александр Алексеевич Лещёв с 23 июня (6 июля)  1900 года — почётный член Шадринского уездного Попечительства детских приютов.
В заявлении от 21 мая (2 июня)  1894 года, которое хранится в архиве, Лещёв писал:
По сложившимся торговым обстоятельствам мне … приходится покинуть родной свой край, в котором фамилия Лещёва, начиная с дедушки моего, существовала 97 лет (…) Оставляя любимый мною Шадринск, для которого я старался быть истинным патриотом, (…) прошу … Думу уволить меня от нижеследующих занимаемых обязанностей и должностей: гласного городской Думы, попечителя Пожарного депо, строителя церкви во имя Покрова Пресвятой Богородицы (…) и выражаю мою искреннюю благодарность за доверие, оказанное мне выбором меня на должности городского самоуправления.
Для Александра Алексеевича Лещёва была главная цель в жизни — строительство железной дороги в Шадринском уезде. В 1893 году купец Лещёв отправился в Санкт-Петербург для ходатайства пред Правительством о проведении на город Шадринск железной дороги, но первая поездка была неудачной, ходатайство было отклонено.
В это же время была уже построена Екатеринбургско-Тюменская железная дорога и сибирские купцы ездили за товарами, минуя Крестовскую ярмарку, в Нижний Новгород, но шадринскому купечеству было невыгодно, уменьшались доходы.
В 1904 году Городской думой была отправлена телеграмма и первой подписью была Лещёва А. А., в телеграмме доказывалось об необходимости постройки линии Мишкино — Шадринск — Островская, а также были отправлены многочисленные телеграммы Александром Алексеевичем Лещёвым в адрес Пермского головы, в Санкт-Петербург председателю биржевого комитета А. Я. Прозорову. Питерская железнодорожная комиссия поддержала ходатайство шадринского общества о соединении рельсовых путей Екатеринбург — Шадринск — Курган и 13 (26) августа 1903 года в Совете Министров было принято решение, чтобы продолжить линию Пермь — Екатеринбург — Курган через Шадринск.
Началась русско-японская война и было отложено строительство железной дороги Синарская — Шадринск. Александр Алексеевич Лещёв едет в Санкт-Петербург и в октябре 1905 года купец Лещёв получает послание:
…имею честь уведомить Вас, что дело о внесении железнодорожной линии Синарская — Шадринск внесено министром путей сообщения в Совет Министров… и будет назначено к рассмотрению….
В 1910 году председатель Совета Министров Пётр Аркадьевич Столыпин возвращался из Сибири через Пермскую губернию. На Екатеринбургском вокзале 6 (19) сентября 1910 года П. А. Столыпин принял шадринскую делегацию из двух человек. Пётр Аркадьевич Столыпин передал министру докладную шадринцев и сопроводив своей личной запиской с просьбой не отказать в содействии к ускорению настоящего дела, в строительстве железной дороги.
22 октября (4 ноября)  1910 года в Государственную Думу внесен законопроект «Об утверждении строительной стоимости ж. д. Синарская — Шадринск» и в 1911 году началось строительство полотна дороги.
Александр Алексеевич в 1912 году написал в городскую Думу:
У подножия Шадринска скоро постелется полотно… железной дороги, ожидающейся населением с нетерпением почти четверть века, а это могучая сила… Долготерпение наше будет вознаграждено сторицей. Здесь появятся земледельцы и покупатели товаров. Придут сюда и хлеб, и другие сельхозпродукты.
Город Шадринск 25 марта (7 апреля)  1913 года встретил первый паровоз, на котором был Лещёв вместе с бригадой.
По архивным документов было известно, что А. А. Лещёв построил на свои деньги Покровскую церковь. Церковь была трёхпрестольной: Покров, Вознесение и Георгий Победоносец. Строилась она тридцать лет. 23 декабря 1927 года Шадринский горсовет принял решение о закрытии храма, в августе 1928 года здание храма начали разбирать на хозяйственные нужды, в 1937 году разобрана: на её месте теперь находится стадион «Торпедо».
Александр Алексеевич позже писал:
Благодаря моей деятельности я нажил массу врагов и прожил (…) всё состояние, потерял здоровье.
Александр Алексеевич Лещёв скончался 27 февраля (12 марта) 1914 года умер от паралича мозга в Пермской лечебнице для душевнобольных, город Пермь Пермской губернии, ныне город — административный центр Пермского края. Для перевозки тела А. А. Лещёва из Перми в Шадринск городская Дума города Шадринска выделила 300 рублей. 3 (16) марта 1914 года он был похоронен в склепе у стен Покровской церкви. В советское время Покровская церковь была снесена. Во время строительства стадиона трактор провалился в склеп и тело А. А. Лещёва было перенесено на Воскресенское кладбище. Место захоронения Александра Алексеевича Лещёва в настоящее время неизвестно.
3 (16) марта 1914 года в Шадринской городской думе разбирали прошение вдовы «о списании в безнадежные долги и покрытии прибылями Банка долга, числящегося за ея мужем А.А. Лещевым», т.к. имущества у него не осталось. В апреле 1914 года принято решение: «ходатайство Лещевой отклонить».

## Награды
- Золотая медаль «За усердие» для ношения на шее на Станиславской ленте, награжден за труды и пожертвования по службе директора Шадринского тюремного отделения, 6 (19) декабря 1907 года.
- Серебряная медаль «За усердие» для ношения на Аннинской ленте, 7 (19) ноября 1896 года, за полезную деятельность попечителя начальных народных училищ и школ.
- Серебряная медаль «За усердие» для ношения на шее на Станиславской ленте, январь 1891 года.
- Почётный гражданин города Шадринска, 1903 год «…за труды по ходатайству о проведении на г. Шадринск железной дороги» и была вручена икона с изображением святого князя Александра Невского.

## Память
- Станция Замараевская была переименована в станцию Лещёвскую по распоряжению министра путей сообщения[2]. Ныне железнодорожная станция Лещево-Замараево.
- На Воскресенском кладбище города Шадринска установлен мемориал А.А, Лещёву, открыт 5 июля 2019 года[5].

## Семья
Дед, Семен Сергеев Лещев — крестьянин Кыласовской волости Кунгурского уезда Пермской губернии, переселился в г. Шадринск в 1818 году и был причислен в Шадринское общество. К тому времени он был женат, имел сына Ивана. Во второй брак Семен Лещев вступил 2 (14) октября 1827 года в 36 лет. Его женой стала «дочь умершего священника села Канашского Иоанна Арефьева Анна», которой было 23 года. В 1864 году мещанин Семен Сергеев Лещев был причислен в купеческое общество 2-й гильдии. Купец Семен Сергиев Лещев умер 22 октября (3 ноября)  1872 года в возрасте 90 лет. Мещанская вдова Анна Иванова Лещева, умерла 28 августа (9 сентября)  1880 года, 77 лет.
Отец, Алексий Семенов Лещев, родился ок. 1836 года, женился около 1857 года на Евдокии (Авдотье) Александровой, 19-ти лет. 23 августа (4 сентября)  1858 года родился сын Александр; 30 сентября (12 октября)  1860 года родилась дочь Афанасия, которая прожила всего два месяца. 22 мая (3 июня) 1861 года Алексий Семенов Лещев, 25 лет, женился второй раз на дочери Шадринского мещанина Ефима Никифорова Игнатьева Антонине, ей было 16 лет. В 1862 году них родилась дочь Александра, в 1863 году — Серафима. 14 (26) декабря 1869 года он овдовел во второй раз. Третья жена — Пелагея Петрова, 27 июля (8 августа)  1872 года у них родилась дочь Раиса. 19 февраля (3 марта)  1874 года, в возрасте 38 лет, умер от воспаления легких купец Алексей Семенов Лещев. В 1862 году был приказчиком 1 класса у купца Дмитрия Трубникова, в 1867 году имел деревянный дом, службы и баню по ул. Московской, оцененной в 90 руб. Алексей Лещев занимался общественной деятельностью: был гласным Городской думы и кандидатом членов городской управы.
28 апреля (10 мая)  1878 года Александр Алексиев Лещев, Шадринский мещанин 19-ти лет, женился на дочери Шадринского мещанина Николая Максимова Хохлова Александре, ей было 16 лет. У них родились: Евдокия (1882 г.), Александра (29 апреля (11 мая)  1883 года), Анатолий (19 февраля (3 марта)  1886 года). 28 сентября (10 октября)  1887 года Александра Николаева умерла от чахотки, в возрасте 25 лет.
10 (22) января 1888 года 29 летний Лещев А. А. женился вторым браком на Александре Феодоровой Жиряковой. Она родилась в семье Шадринского купеческого сына Феодора Николаева Жирякова и законной жены Афанасии Тимофеевой (в девичестве Вагина, родная сестра Николая Тимофеева Вагина, что убил свою жену). Старинная купеческая семья Вагиных была очень богатой. У Александра Алексеевича и Александры Феодоровой Лещевых родилось много детей: 26 октября (7 ноября)  1888 года родился Борис, 25 июля (6 августа)  1889 года — Агния, в 1890 году — Евгения, 6 (18) декабря 1891 года — Тамара, Зинаида, 27 декабря 1892 года (8 января 1893 года) — Евдокия, 17 (29) октября 1898 года — Маргарита.
В 1909 году в семье А.А, Лещева жили: сын Анатолий от первого брака и четыре дочери от второго брака: Зинаида (16 лет), Тамара (15 лет), Евдокия (14 лет), Маргарита (8 лет). Александр Алексеевич и Александра Фёдоровна любили своих детей, все дети получили образование, в том числе и музыкальное.